# Devontae Cacok
Devontae Calvin Cacok (Chicago, 8 ottobre 1996) è un cestista statunitense con cittadinanza giamaicana.

## Statistiche
| † | Denota una stagione in cui ha vinto il titolo |
| * | Primo nella lega                              |

### NCAA
| Anno      | Squadra       | PG  | PT | MP   | TC%   | 3P%  | TL%  | RP    | AP  | PRP | SP  | PP   |
| --------- | ------------- | --- | -- | ---- | ----- | ---- | ---- | ----- | --- | --- | --- | ---- |
| 2015-2016 | UNCW Seahawks | 29  | 4  | 9,1  | 65,2  | -    | 40,7 | 2,9   | 0,1 | 0,4 | 0,2 | 3,3  |
| 2016-2017 | UNCW Seahawks | 35  | 34 | 25,9 | 80,0* | -    | 58,9 | 9,8   | 0,4 | 1,1 | 1,3 | 12,3 |
| 2017-2018 | UNCW Seahawks | 32  | 29 | 29,4 | 58,5  | -    | 61,2 | 13,5* | 0,9 | 1,0 | 0,6 | 17,7 |
| 2018-2019 | UNCW Seahawks | 33  | 31 | 28,8 | 58,8  | 50,0 | 60,0 | 12,3  | 0,6 | 0,9 | 0,7 | 15,2 |
| Carriera  | Carriera      | 129 | 98 | 23,8 | 63,9  | 50,0 | 59,2 | 9,8   | 0,5 | 0,9 | 0,7 | 12,3 |

#### Massimi in carriera
- Massimo di punti: 35 vs East Carolina (30 novembre 2017)[1]
- Massimo di rimbalzi: 26 vs Allen (18 novembre 2018)
- Massimo di assist: 3 (3 volte)
- Massimo di palle rubate: 5 (2 volte)
- Massimo di stoppate: 4 (4 volte)
- Massimo di minuti: 43 vs James Madison (3 gennaio 2019)

### NBA

#### Regular season
| Anno       | Squadra           | PG | PT | MP  | TC%  | 3P% | TL%  | RP  | AP  | PRP | SP  | PP  |
| ---------- | ----------------- | -- | -- | --- | ---- | --- | ---- | --- | --- | --- | --- | --- |
| 2019-2020† | L.A. Lakers       | 1  | 0  | 9,0 | 50,0 | -   | -    | 5,0 | 1,0 | 0,0 | 0,0 | 6,0 |
| 2020-2021  | L.A. Lakers       | 20 | 1  | 4,9 | 58,6 | -   | 45,5 | 1,6 | 0,1 | 0,3 | 0,2 | 2,0 |
| 2021-2022  | San Antonio Spurs | 15 | 0  | 8,1 | 67,7 | -   | 57,1 | 2,8 | 0,4 | 0,5 | 0,5 | 3,1 |
| Carriera   | Carriera          | 36 | 1  | 6,3 | 62,1 | -   | 50,0 | 2,2 | 0,2 | 0,4 | 0,3 | 2,5 |

#### Massimi in carriera
- Massimo di punti: 10 vs Toronto Raptors (6 aprile 2021)[2]
- Massimo di rimbalzi: 10 vs New York Knicks (10 gennaio 2022)
- Massimo di assist: 3 vs Miami Heat (26 febbraio 2022)
- Massimo di palle rubate: 2 (2 volte)
- Massimo di stoppate: 2 (3 volte)
- Massimo di minuti: 23 vs New York Knicks (10 gennaio 2022)

### G League
| Anno      | Squadra           | PG | PT | MP   | TC%  | 3P%  | TL%  | RP   | AP  | PRP | SP  | PP   |
| --------- | ----------------- | -- | -- | ---- | ---- | ---- | ---- | ---- | --- | --- | --- | ---- |
| 2019-2020 | South Bay Lakers  | 33 | 2  | 23,9 | 65,9 | 0,0  | 57,9 | 11,9 | 0,8 | 1,1 | 0,4 | 19,4 |
| 2021-2022 | Austin Spurs      | 37 | 35 | 29,5 | 55,6 | 32,1 | 65,5 | 11,9 | 2,5 | 1,3 | 0,4 | 18,8 |
| 2022-2023 | Motor City Cruise | 28 | 28 | 29,6 | 61,2 | 19,2 | 64,9 | 9,6  | 1,5 | 1,0 | 0,5 | 18,5 |
| Carriera  | Carriera          | 98 | 65 | 27,7 | 60,5 | 27,5 | 62,8 | 11,2 | 1,6 | 1,1 | 0,4 | 18,9 |

### Eurolega
| Anno      | Squadra        | PG | PT | MP  | TC%  | 3P% | TL%  | RP  | AP  | PRP | SP  | PP  |
| --------- | -------------- | -- | -- | --- | ---- | --- | ---- | --- | --- | --- | --- | --- |
| 2023-2024 | Virtus Bologna | 15 | 1  | 9,1 | 71,4 | -   | 66,7 | 2,3 | 0,5 | 0,3 | 0,1 | 3,2 |
| Carriera  | Carriera       | 15 | 1  | 9,1 | 71,4 | -   | 66,7 | 2,3 | 0,5 | 0,3 | 0,1 | 3,2 |

## Palmarès
- Campionato NBA: 1

Los Angeles Lakers (2020)
- Supercoppa italiana: 1

Virtus Bologna: 2023